# Симоненко Микола Дмитрович
Микола Дмитрович Симоненко (народився 1 (14).V 1915, с. Володькова Дівиця Носівського р-ну Черніг. обл. — помер 18 листопада 1981) — радянський партизан в роки Німецько-радянської війни. Був командиром другого партизанського полку з'єднання «За Батьківщину!». Герой Радянського Союзу (04.01.1944). Член КПРС з 1941. Автор книги «В лісах над Остром» (1969).

## Біографія
У 1936—1939 — в Червоній Армії.

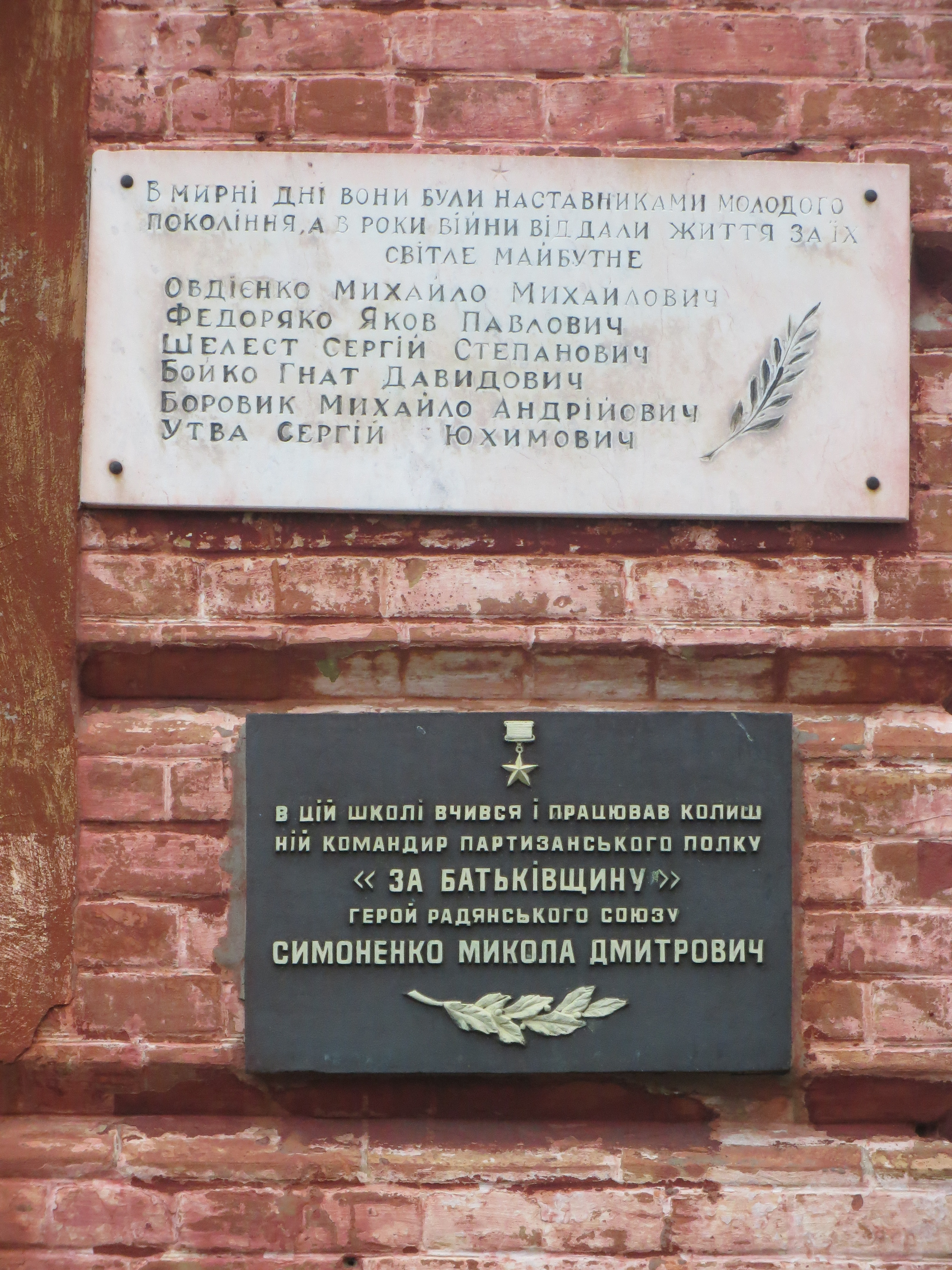
Меморіальна дошка на західній стіні початкової школи у Володьковій Дівиці

У вересні 1941 залишений у тилу ворога для організації партизанської боротьби. Був командиром партизанської групи, заступником командира загону, командиром 2-го полку, який здійснив ряд успішних бойових операцій по розгрому гарнізонів ворога, диверсій на залізницях і на шосейних комунікаціях ворога. Партизани полку захопили й утримували до підходу радянських військ кілька переправ через ріки Десну, Дніпро і Прип'ять.
З 1944 — на партійній і господарчій роботі в Чернігівській області.
З 1970 — персональний пенсіонер.

## Творчий доробок
- Симоненко М. В лісах над Остром. — К. 1969: Політвидав України. — 74 с.
Автор розповів про бойові дії партизан у Носівському та Ніжинському районах Чернігівської області, зупинився на найбільш важливих моментах — показав «рейкову війну», яка принесла полку Симоненка визнання, допомогу частинам Радянської Армії у подоланні водних перешкод під час навального наступу.

## Критика
У нарисі «Стежками партизанської слави» Петро Медвідь описує випадок, коли через вбивство Симоненком з групою партизанів в бою німецького офіцера, німецькими окупантами було схоплено в селі 100 заручників і розстріляно їх.

## Відзнаки
Нагороджений орденами Леніна, Червоного Прапора, медалями.